# Commune 1
Commune 1 är en krets i Mali.   Den ligger i regionen Bamako, i den sydvästra delen av landet, 6 km öster om huvudstaden Bamako.